# Блошка конопляная
Блошка конопляная, или льняная блоха (лат. Psylliodes attenuatus) — вид листоедов (Chrysomelidae) из подсемейства козявок (Galerucinae).

## Описание
Жук имеет зеленоватое тело с бронзовым блеском. Усики, голени и лапки рыжие. Бёдра задних ног зеленоватые. Надкрылья с резкими продольными бороздками. Длина 2—2,5 мм.
Спаривание и откладка яиц (в землю или на корни конопли) происходит в мае и июне. В июле блохи почти все исчезают. Молодые личинки питаются наружным слоем корней конопли и проделывают в них извилистые ходы. Затем они живут свободно в земле, питаясь за счёт тонких корешков конопли. Окукливание происходит во второй половине июля в земле на глубине 4,5—13 см. Жуки, выходящие из куколок, в конце июля и в августе нападают на верхушки женских экземпляров конопли и питаются прицветниками и околоплодниками (листья в это время уже слишком грубы для них).
Встречается в Европе, на Ближнем Востоке, в Малой Азии, Китае и Японии. На территории бывшего СССР населяет всю европейскую часть на север до Прибалтики, Карелии и Кировской области включительно, а также Кавказ, юг Сибири и Дальнего Востока, Среднюю Азию и Казахстан.